# 吉本隆明
吉本 隆明（よしもと たかあき、1924年〈大正13年〉11月25日 - 2012年〈平成24年〉3月16日）は、日本の詩人、評論家。「隆明」を音読みして「りゅうめい」と読まれることも多い。漫画家のハルノ宵子は長女。作家の吉本ばななは次女。
米沢高等工業学校（現在の山形大学工学部）卒業。東京工業大学電気化学科卒業。学位は学士。
第二次世界大戦後、詩人として出発し、詩集『固有時との対話』(1952年)などを発表。次いで『文学者の戦争責任』(1956年)、『転向論』(1958年)などで評論家の地位を確立した。東京下町の生活と文化を思想の下地にして、多方面の時代の問題について積極的に批評を展開。『高村光太郎』(1957年)、『共同幻想論』(1968年)、『ハイ・イメージ論』(1989年)など多数の著書があり、長きにわたって日本の論壇をリードした。

## 生涯

### 1920年代 - 1940年代
東京市月島生まれ。兄2人姉1人妹1人弟1人の6人兄弟。実家は熊本県天草市から転居してきた船大工で、貸しボートのような小さな船から、一番大きいのは台湾航路で運送の航海をするような船 を作っていた。
1937年（12歳）東京府立化学工業学校入学。1942年（17歳）米沢高等工業学校（現 山形大学工学部）入学。1943年から宮沢賢治、高村光太郎、小林秀雄、横光利一、保田与重郎 、仏典等の影響下に本格的な詩作をはじめる。なお吉本は、第二次世界大戦=「総力戦」のもと、最大の動員対象とされ、もっとも死傷者が多く、幼少期は皇国教育が激化し、中等・高等教育をまともにうける機会をもてなかったいわゆる「戦中派」の世代である。
向島での勤労奉仕の後、1945年東京工業大学に進学。在学中に数学者遠山啓と出会っている。敗戦直後、遠山啓教授が自主講座を開講。「量子論の数学的基礎」を聴講し、決定的な衝撃を受けたという。今までに出会った特筆すべき「優れた教育者」として、私塾の今氏乙治と遠山啓の二人を挙げている。1947年9月に東京工業大学電気化学科卒業。
1949年、25歳のとき「ラムボオ若しくはカール・マルクスの方法についての諸註」 を『詩文化』に発表。そこでは、「意識は意識的存在以外の何ものでもないといふマルクスの措定は存在は意識がなければ意識的存在であり得ないといふ逆措定を含む」「斯かる芸術の本来的意味は、マルクスのいわゆる唯物史観なるものの本質的原理と激突する。この激突の意味の解析のうちに、僕はあらゆる詩的思想と非詩的思想との一般的逆立の形式を明らかにしたいのだ」と述べている。

### 1950年代
大学卒業後2、3の町工場へ勤めたが、労働組合運動で職場を追われ、1949年、東京工業大学大学院特別研究生の試験に合格し、給与を受けながら東京工業大学無機化学教室に戻り稲村耕雄助教授に就く。1951年、特別研究生前期を終了後、当時インク会社として最大手の東洋インキ製造株式会社青砥工場に就職した。
1952年8月、詩集『固有時との対話』を自家版として発行。翌1953年9月、詩集『転位のための十篇』を自家版として発行。『転位-』の第六篇「ちいさな群への挨拶」の一節「ぼくがたおれたらひとつの直接性がたおれる」はよく知られる。この詩集は吉本自身が左翼的な詩と解説するが左翼からは評価が得られず、「荒地」から評価が得られ、吉本は54年から55年頃、荒地に接近するようになった。
1954年2月、「荒地新人賞」を受賞し、また、同人として、鮎川信夫らが主宰する「荒地詩集」に参加する。同年6月、『現代評論』創刊号と12月発行の第2号に「反逆の倫理――マチウ書試論」（改題「マチウ書試論」）を発表。「関係の絶対性」という後に有名になる言葉を ここで初めて使う。
1956年、初代全学連委員長の武井昭夫と共同で著した『文学者の戦争責任』で、戦時中の壺井繁治・岡本潤らの行動を批判し、そしてそのことにより、同時に新日本文学会における戦前のプロレタリア文学運動に参加した人物の1950年代当時の行動の是非を厳しく問うた。また吉本は、同年には東洋インキ製造株式会社を労働組合運動により退職した。
1958年には、戦前の共産主義者たちの転向を論じた『転向論』を『現代批評』創刊号に発表。共産主義者や日本の知識人（インテリゲンチャ）たちの典型には、①「高度な近代的要素」と「封建的な要素」が、矛盾したまま複雑に抱合した日本の社会が、「知識」を身に付けるにつけ理に合わぬつまらないものに見えてきて一度離れるが、ある時離れたはずのその日本社会に妥当性を見出し、無残に屈伏する（「二段階転向論」） ②マルクス主義の体系などにより、はじめから現実社会を必要としない思想でオートマチズムにモデリングする（「非転向」＝「転向の一形態」）の二つあると論じた。そして宮本顕治を指導部とする日本共産党は、この内の「非転向」に当たり、その論理は原則的サイクルを空転させ、「日本の封建的劣性との対決を回避」していると、批判した。
1959年、「マチウ書試論」「転向論」等を載せた『芸術的抵抗と挫折』（未來社刊）を刊行した。

### 1960年代 - 1970年代

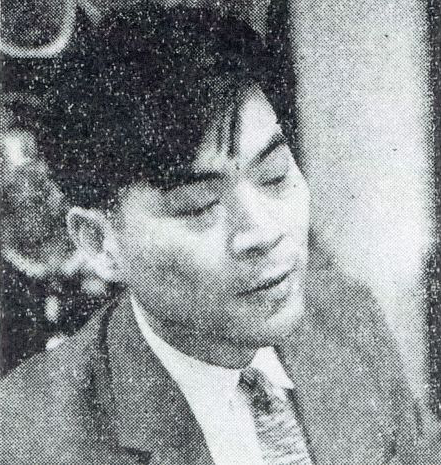
短歌研究社『短歌研究』8月号(1960)より

1956年から1960年にかけて、花田清輝とのあいだで激しい論争が展開された。文学者の戦争責任論に端を発し、政治と芸術運動をめぐってなされたその応酬は、最後には吉本の勝利を強く印象づけるような、花田の撤退とともに終結した。磯田光一は『吉本隆明論』（1971.審美社刊）で「私自身にとって、この論争が戦後文学史上もっとも重要な論争のひとつであったという確信は少しも揺るがない。そこでは「責任」「転向」「政治」「思想」というような最も根本的な概念が、2つの個性の激突を通じて、いやおうなしに問い直される光景」と論じている。
1960年1月、「戦後世代の政治思想」を『中央公論』に発表。また同誌4月号では共産主義者同盟全学連書記長島成郎らと座談会を行うなど、吉本は60年安保を、先鋭に牽引した全学連主流派に積極的に同伴することで通過した。吉本は、6月行動委員会を組織、6月3日夜から翌日にかけて品川駅構内の6・4スト支援すわりこみに参加、また、無数の人々が参加した安保反対のデモのなか、6月15日国会構内抗議集会で演説。鎮圧に出た警官との軋轢で死者まで出た流血事件の中で100人余と共に「建造物侵入現行犯」で逮捕された。18日釈放。逮捕、取調べの直後に、近代文学賞を受賞する。
60年安保直後に、その総括をめぐって全学連主流派が混乱状態に陥った以降は、「自立の思想」を標榜して雑誌「試行」を創刊（61年9月）。この『試行』において吉本は、既成のメディア・ジャーナリズムによらず、ライフワークと目される『言語にとって美とは何か』、『心的現象論』を執筆・連載した。「試行」創刊号の吉本筆の編集後記では「試行はここに、いかなる既成の秩序、文化運動からも自立したところで創刊される。（中略）同人はもちろん、寄稿者も、自己にとってもっとも本質的な、もっとも力をこめた作品を続けるという作業をつづけながら、叙々に結晶するという方策のほかに出発点をもとめないしもとめることにあまり意味を認めない。」とその理念が述べられている。1962年に黒田寛一が第6回参議院議員通常選挙全国区に出馬するも落選した。得票数は2万余りに過ぎず惨敗であった。吉本は6月に、「黒寛教祖を仰ぐ狂信的宗教団体マル学同の暴挙を許すな」という共同声明を清水幾太郎、香山健一、森田実など数10名とともに提出した。
発行部数500部、60年安保時のブント書記長であった島成郎がスポンサーを見つけ始まった『試行』は、最初谷川雁、村上一郎、吉本隆明三同人により編集、11号以降吉本の単独編集で1997年12月19日付発行の74号終刊まで、紆余曲折を伴いつつ、36年間継続された。70年後半のピーク時には8000部を超えるまで部数を伸張させた。
1962年に、松田政男、山口健二、川仁宏ら「自立学校」を企画し、谷川雁、埴谷雄高、黒田寛一らとともに講師をつとめた。
吉本が主張した「自立の思想」 ―何より国家からの自立を意味する、したがって国家論である「共同幻想論」が構想される― は、「パン」の問題を隠蔽して、あたかも革命的・進歩的であるかのように振舞ういわゆる「知識人」はいかがわしい、と変奏され、その後吉本において一貫して主張されることになる。その代表的なものに、1963年『丸山真男論（増補改稿版）』（一橋新聞部刊）がある。そこにおいては、いわゆる「知識人」のいかがわしさを端的に代表しているのが、丸山眞男に象徴される大学教員に他ならない、とされ、丸山からの「ルサンチマン」との応答を含む激しい論戦が展開された。
吉本自身は1956年に東洋インキ製造株式会社を退職後、大学時代の恩師・遠山啓の紹介で長井・江崎特許事務所に隔日勤務し、1970年に文筆業で完全に生計を立てることを決心するまでこれを続けた。
1962年には安保闘争への総括文書である「擬制の終焉」を発表した。1965年『言語にとって美とはなにか』を勁草書房より刊行。同年には大江健三郎と江藤淳による「完全責任編集」と銘打った当時の新鋭を各巻に配したアンソロジー「われらの文学」という総題の文学全集全22巻が講談社から発行され、その最終巻は「江藤淳・吉本隆明」であった。
1968年『吉本隆明詩集 現代詩文庫8』を思潮社より刊行。同年10月、初めての著作集を全集的著作集の形で刊行することになり、『吉本隆明全著作集2初期詩篇1』を第1回配本として勁草書房から刊行。著作集は1978年まで継続して刊行された。また同年12月、『共同幻想論』を河出書房新社より刊行した。
吉本のいわゆる「理論的」書物、『言語にとって美とはなにか』（1965）『共同幻想論』（1968）『心的幻想論序説』（1971）『マス・イメージ論』（1984）といった主著への批判は刊行直後から現在に至るまでさまざまな側面からなされている、核心的著作は「奪冠」されている、と論ずる評者もいる。

### 1980年代
1980年代に入ると当時の豊かな消費社会の発生と連動し、テレビや漫画・アニメなどを論じた『マス・イメージ論』や、主に都市論の『ハイ・イメージ論I～III』を発表。サブカルチャーを評価し、忌野清志郎・坂本龍一・ビートたけしらを評価した。また、『共同幻想論』『言語にとって美とは何か』『心的現象論序説』など、代表著作が角川文庫から刊行された。「80年代消費社会」のシンボルとなったコピーライター糸井重里とは、対談等も行って親しくなり、その後も交流が続いた。（糸井は、2008年7月19日に2千人の聴衆を集めた吉本の講演会の協力者となっている。また、パンク・バンド、スターリンの遠藤ミチロウは、吉本隆明に強い影響を受けており、彼を非常に尊敬している。
このように1980年代当時の消費社会・サブカルチャーの興隆に棹差した流れの中で1984年、女性誌『an・an』誌上に川久保玲のコム・デ・ギャルソンを着て登場。埴谷雄高から「資本主義のぼったくり商品を着ている」と批判を受けるなど、吉本の「転向」が取り沙汰される。吉本は「『進歩』や『左翼』だと思っていたものが、半世紀以上経ってみたら、表看板であるプロレタリアートの解放戦争で、資本主義国におくれをとってしまったことが明瞭になってしまった。この事実を踏まえなければ何もはじまらないというのが『現在』の課題の根底にある」「こういう『現在』の課題を踏まえることは、資本制自体を肯定することとも、資本主義には何も肯定的問題はないということとも全く違う」と応答している。なお同時期、吉本は埴谷雄高の「スターリン主義的左翼文化理念」と異なるだけで、自らを「左翼」であるとしている。
また、1981年に中野孝次らが始め、500人の文学者の署名を集め、二千万人の署名運動に発展した反核署名運動を批判。1986年のチェルノブイリ原子力発電所事故から盛り上がった反原発運動も批判、「反核」が「反原発」に、そして「エコロジー」に収斂するのは、「ぞおっとするほど蒙昧だ」とした。（#原発についても参照）
このころから、「思想家」として盛んに執筆活動をおこなうようになる。

### 1990年代
冷戦構造崩壊後の1994年には、かつての自らの『転向論』を意識した「わが転向」を文藝春秋に発表。日本における新保守主義の旗手と目されていた小沢一郎の『日本改造計画』を「穏健で妥当なことを言っている」と相対的に高く評価し、大きな驚きを与えた。そして「社会主義は善で資本主義は悪という言い方は成り立たない」「左翼から右翼になったわけではなく」「体制―反体制」といった意味の左翼性は必要も意味もない」「全く違った条件を持った左翼性が必要」として自らを「新・新左翼」とし、「なにか個別の問題が起ったとき、ケースバイケースで、そのつど、態度を鮮明にすればいい」「そのつどのイエス・ノーが時代を動かす」、と述べた。
また同時期には、現在の社会を、第三次産業が発展し、空気や天然水といった、値段が付かない、と考えられていたものすら、商品として売られる消費社会が成熟した「超資本主義」の段階にはいり、「マルクス経済学が述べている資本主義は、消費過剰になったときに、もう終わってしまって、マルクス経済学が通じない段階になってしまった」とした。そして、日本の一般民衆は中流意識が91%をしめているが、過去の流れから推測して99%になるのは遠くない。そうなると国家社会に特別の要求はなくなり、したがって関心も理想も切実にはいらなくなる。そのとき今の資本主義は終わる。いま先進国の本当の課題は、近代以降命脈を保ってきた民族国家をいつどうやって死なせたらいいのか、ということだ」と述べた。
1995年に起った阪神・淡路大震災とオウム真理教の地下鉄サリン事件に関しては、「日本の切れ目を象徴」し、とくにオウムの無差別テロは「一世紀のうちに、何回も起らない20世紀ではソ連の崩壊に次ぐほどの大事件、ここで戦後民主主義がいかに無力だったかということが誰の目にもあきらかになり、戦後の左翼運動のあらゆるラジカリズムー過激な反体制運動が全部超えられた」としている。
1992年オウム真理教の麻原彰晃をヨーガを中心とした原始仏教修行の内実の記述者として評価していた ことから、1995年オウム真理教事件発生後は中沢新一らとともにオウムの擁護者であると批判された。
1996年8月、静岡県田方郡土肥町の屋形海水浴場で遊泳中に溺れ意識不明の重体になり緊急入院したが、集中治療室での手当が功を奏し一命を取り留めた。1990年代後半以降は、どちらかと言うと硬質な文章ではなくエッセイ的なものが多くなる。
1997年には、大塚英志との対談で、『新世紀エヴァンゲリオン』及びそこに見られるいわゆる「セカイ系」について感想を述べる。
1998年、自らの「試行社」から私家版として、入院中に構想を固めた、『アフリカ的段階について 史観の拡張』（試行社, 1998年）を出版。以来吉本は、「今の世界を考えるには、資本主義の「アフリカ的段階」を勘定にいれないといけない」としている。
1999年、小林よしのりの漫画『戦争論』と「新しい歴史教科書を作る会」に関連して『私の戦争論』という書籍を刊行し、自らの戦争体験を交え、「公」「私」「国家」「特攻隊」、また「ナショナリズムのサブカルチャー化」「ナショナリズムの質的変化」についての自らの考えを述べた。

### 21世紀
2001年9月11日アメリカ同時多発テロに関して、2002年『超・戦争論』という書物を刊行し、アメリカ対イスラム原理主義は「近代主義的な迷妄」対「原始的な迷妄」の戦いであり、特に「自由」という観点からいえば「両者とも自由にたいして迷妄である」とし、21世紀の課題は国民「国家を開いていく」ことだと述べた。また「地球規模での贈与経済をかんがえなくてはならない」と捉え、同時に「日本の非戦憲法だけが、唯一、現在と未来の人類の歴史のあるべき方向を指していることは疑念の余地がない。それは断言できる」と述べている。
2003年『夏目漱石を読む』で小林秀雄賞を、『吉本隆明全詩集』で藤村記念歴程賞を受賞した。2000年代前半に糖尿性網膜症を患う。
2008年には「試行」上で1997年の終刊まで執筆した『心的現象論・本論』が文化科学高等研究院出版局から出版された。
また同年には、『蟹工船』が60万部のベストセラーになったことに関連して、情報技術の興隆、格差社会、ワーキングプアについて論じ、「物事や人間を党派に分けて判断するという感じ方が、全般的に崩れ」たことを評価し、しかし同時に「いいものはいいし、悪いものは悪いという原則もなくなった」「この社会に生きることのどこにいいところがあるのか、と言われたら、どこにもないよと言うより仕方がない。もし、もっといい方向を探し出そうとするなら、変化の兆候をよく見極めることが重要」と述べた。
また同年に、かつての1980年代の埴谷雄高との消費社会に関する論争をふりかえり、現在を、「消費産業（第三次産業）の担い手である通信・情報担当の科学技術により、（1980年代の）情況判断はさらにわたしの思考力を超えて劇的に展開した」「ことに科学的には少しの思いつきを追ったに過ぎないと思えることが莫大な富の権力にむすびつきうるという事態の怖さを見せつけた」「地域の空間と時間の無境界化に対応したり対抗したりする思考や思想も私たちはもっていない」「情報科学と交通理念は、グローバルな独占支配の手段以外にこれを変更することができない第二の天然自然と化しつつある」と述べた。そして、日本の現状を、「ここ3、4年前から日本国は第二の戦後期（敗戦期）に転化しつつある」「しかも日本国の（第二の）戦後は完全に戦後を絶たれたと断言してもいい」「戦後も戦中も戦前も、『未来』と一緒に切断された」と述べている。
2009年、第19回宮沢賢治賞受賞。
2012年3月16日、肺炎のため東京都の日本医科大学付属病院で死去。87歳没。

## 家族
- 妻・吉本和子（1927-2012） ‐ 1956年結婚、翌年入籍。隆明とは再婚で、元夫は隆明の友人でもあった[31]。隆明死去の7か月後に老衰死[32]。東京第一師範学校本科卒[33]。結婚前は小説を書いていたが、隆明から家に2人表現者がいると家庭は成り立たないと言われ断筆、晩年俳句を始め、句集もものした[34]。病弱のため家事の多くは隆明が担当した。
- 長女・吉本多子（さわこ、ハルノ宵子) ‐ 漫画家[33]
- 二女・吉本真秀子（まほこ、吉本ばなな） ‐ 作家[33]
- 娘婿・田畑浩良 ‐ 二女の夫（事実婚）

## 思想と論争と評価
文学からサブカルチャー、政治、社会、宗教（親鸞や新約聖書）など広範な領域を対象に評論・思想活動を行い、多数の著作がある。
1960年代、1970年代、日本で圧倒的な影響力を持っていたことから、戦後思想の巨人とも言われている。実際、海外の著名知識人が来日した際にも吉本は呼ばれることが多く、ミシェル・フーコー、フェリックス・ガタリ、イヴァン・イリイチ、ボードリヤール などとの対談が出版されている。
アカデミックな経歴を持たない吉本は、自身の著述活動・知的探求を独学で身に付けた知識で支えた。
原書を読めない吉本は、欧米の学識はすべて翻訳書に頼っている。そうした翻訳による誤解や思い込みをアカデミズムの学識者からしばしば指摘されたが、「『誤読』しか与えないとしたら、まず外国文学者の翻訳の拙さ等を自省すべき」「現在の欧米のめぼしい文学者や哲学者の本が、全部日本語に翻訳されてわれわれの前におかれたら、（外国文学者の存在価値は）ほとんど『無』に帰してしまう」「『しんどい難しい手仕事』を怠る中での『キザな語学自慢』の方が問題だ」、と反論している。
なお1978年フーコーが訪日したときには、吉本は蓮實重彦の通訳のもと、対談を行っている。フーコーはそのとき二人で往復書簡を行うことを提案し、吉本は「道元とヘーゲル」に関する論考をフーコーに送ったが、議論は以後生産的に展開されえず、人文知における多言語コミュニケーションの難しさを示すにとどまった。
『共同幻想論』は中田平によって1980年代後半フランス語に訳されている。

### マルクス主義への評価
またマルクス主義、スターリン主義の教条主義は否定するが、マルクスその人の影響は公言するその姿勢は、さまざまに影響を与えた。鶴見俊輔が吉本著『甦えるヴェイユ』（1992年）の書評において整理したところによれば、「ソ連消滅後、日本のマルクス主義者の間には、それぞれなりの護教的な主張がくりひろげられている。吉本隆明は、マルクス主義についての護教的な立場とははっきり違う主張をくりひろげる。それは、一九三二年以来のシモーヌ・ヴェイユの著作を再検討することをとおしてなされた。」

### 同世代からの疑問
もっとも、吉本の思想に対して、同世代からも疑問をはさむ声も少なくなかった。小熊英二『<民主>と<愛国>』によれば、竹内好は、吉本の論じ方は「非常に文学的とか、あるいは詩的発想」だと述べ、鶴見俊輔は、すべてを「全否定」して純粋さを追求する姿勢に「非常に宗教性を感じる」と指摘し、吉本の「擬制」批判は「『すべてのニセモノを倒せ』というスローガンに読み替えられて」「学生の純粋好みを結びついた」と評している。
また、その独特の用語を使用した晦渋な文章は、1960年代後半に学生だった吉田和明によると、「私たちのような並の学生には、とうてい読んでも理解しうるようなナンパな本でもなかった。そして事実解らなかった」と回想されている。やはり当時の大学生だった社会学者の桜井哲夫も、『共同幻想論』について、「わからないのに無理に飛ばし読みをして、理解できるわずかな部分からのみ、この本を理解しているにすぎなかった」と述べている。それにもかかわらず、吉田によれば、当時の大学では、吉本の著作を「胸にだいじそうにかかえて歩く女子学生、男子学生の姿が流行していた」。吉田はその理由として、学生たちは内容が理解できなくとも、そこにこめられたメタ・メッセージを、「詩でもよむかのように」「心の奥底で感じてしまっていた」からだと述べている。

### 批判への応答、論争
歴史的な内容を基盤にした著書は、さまざまな時代の事象や言説を、当時の歴史的事情を考慮せず、超時代的にまとめあげたものが多いとも評されている。人類学者である山口昌男は、『共同幻想論』発表当時、同書中の重要概念「対幻想」について、「それは近代の核家族にのみ通用するものではないか」と批判したが、吉本は「チンピラ人類学者」として罵倒を返したのみであった。
また、批判に対して吉本の側では、過剰なまでに反応して罵倒に至ることもしばしばだった。有名なところでは、戦後最大の文学論争とさえ形容される花田清輝との論争、また、盟友だった作家で評論家の埴谷雄高などとの1980年代の論争では激烈な言葉の応酬が続いた。花田清輝との論争では、感情的な罵倒を取り除けば、純粋に議論内容的には、花田が優位であり、論破したとはいえないとの絓秀実による指摘すらある。
1970年代に谷沢永一との間にかわされた論争では、谷沢の理路整然とした反論に、感情的な言葉を返すのみであり、「吉本の数少ない敗北」とされた。
また、社会的・共同的に何かをしようとする「知的な」ものたちを、論争において、「ファシスト」「スターリニスト」として一括して切り捨てることも多かった。これは、1960-80年代のみならずソ連の解体・冷戦構造崩壊後の1990年代も続いた。小熊英二は、吉本は、1961年には、弱者への罪責感をかきたてることで党への献身をひきだす「『前衛』的なコミュニケーションを拒否して生活実態の方向に自立する」ことを主張し、1960年代中期から、家族と恋愛関係の中にこそ、国家をこえる「私」的な共同性（「対幻想」）を見出し、「生産の高度化がうながした大衆社会の力」「大衆の政治的アパシーの力」を賞賛していくことになった、と論じている。また宮台真司は、「吉本の意図とは全く無関係に生じたこと」だが「大衆から遊離した素朴な党派的政治運動を批判する「自立思想」は、全共闘世代が党派的運動や政治運動一般から離脱し、等身大の生活世界に退却していくことを正当化する口実を与え」たと述べている。

### 「傍系」について
竹内洋は、吉本は京橋区の下町の船大工の家庭に生まれ、東京府立化学工業学校、米沢高等工業学校、東京工業大学の学歴を歩み、東京府立化学工業学校は実業学校、米沢高等工業学校は専門学校であり、旧制中学や旧制高校を正系とする戦前の学歴では傍系学歴となり、大学卒業後、会社に勤めたが、組合活動をおこない馘首、隔日の特許事務所に勤務し生計を立てつつ作家活動をおこない、その後フリーランスとなり、大学教師の経歴はなく、山の手に対する下町、正系学歴に対する傍系学歴と、「正系」（丸山眞男）、「正系的傍系」（清水幾太郎）、「傍系」（鶴見俊輔）でもない、正系にもっとも遠い立ち位置にいた「傍系的傍系」と評している。竹内によると、吉本は傍系について島尾敏雄との対談で「……ひとつは、ぼくなんかもそのくちなんですが、島尾さんの少年から青年までの経歴の特徴のひとつは、たえず傍系の学校から傍系の学校へというふうにゆかれたことでしょう。（中略）……ぼくなんかはどこにいてもたえずよそ者みたいな意識が伴ってやまないわけですが、島尾さんの場合はどうですか。」（「傍系について」『海』|1970年5月号）と述べている。
1980年代は、エコロジストや反文明論、疑似科学に批判的であった。情報技術については、「科学的にはそれほど難しいもの」ではないのに、富や商売と結合して「科学は単なる機能になりはて、役に立つものだけが有効だ、と考えられる風潮」に「冗談じゃねぇよ」としている。
なお、吉本は1998年の『アフリカ的段階について』の出版以来、現在に至るまで一貫して、「アフリカは文明の未発達な、そこから脱すべき一段階ではなく、むしろ現在のアフリカの中に人間のモラルや宗教や生活の原型がそろっているのではないか」という考えを持っており、「今の（2008年）世界を考えるには、資本主義の「アフリカ的段階」を勘定にいれないといけない」としている。
また2002年の『超戦争論』においては、先のことは分からないとしながらも、「21世紀の半ばくらいには、（中略）「資本主義はこの先どうするんだ？」という（中略）課題が、より本格的な形ででてくる」「世界の資本主義の全体的な行き詰まり、全体的な地盤沈下ということが予測される」「世界の資本主義が全体的に地盤沈下するという、その一番の兆候は何かっていえば、それこそ、G7に集う各先進資本主義国が同時多発的に不況に陥ったときである」「近代主義経済学とは違った等価交換のあり方を21世紀には模索しなければいけない」と述べている。

### 「大衆の原像」について
呉智英は、1980年代後半の著作『バカにつける薬』で吉本を批判している。呉は、吉本の重要な思想的基盤である「大衆の原像」の抽象性を批判し、また、吉本が花田清輝ら左翼陣営内の論争で無敵だったのは、彼が「神学者のふりをした神学者」（マルクス主義を信じない左翼）であったせいだ、としている。そして、最終的に吉本が依拠するのが、親鸞の「悪人正機」であるというのは、思想というより、吉本のみにゆるされるアクロバットにすぎない、と論じた。さらに、吉本が引用と称する「日本人は平和と水はタダだと思っている」等と発言した外国人（ユダヤ人のイザヤ・ベンダサン）は存在しない、と断じている。
また、岩井克人や柄谷行人らは、1980年代後半、吉本が「自立思想」の根拠とする「上っつらの言語の世界からはまったく無傷な形で、しかしながら確固とした生活実感をもっている」「大衆の原像」は、1970年代初めまでの高度成長期にほぼ消えたのではなかろうか、と評した。
吉本は、1986年の段階で、確かに「非言語的・非映像的な存在としては」大衆はいなくなった。しかし「大衆の原像」という言葉はフーコーの、「権力関係の限界、権力関係の裏側、権力関係のはねかえりとしてあり、権力の進出から逃れようと反応するようなもの」という「平民（ブレーブ）のようなものー個人やプロレタリアートやブルジョワジーのなかにすらあるもの」の定義と類似したものとして使っている、したがって、「いまもって「大衆の原像」を根拠とすることは、相対的真理としての理念で、ずっと確固としてある」「権力に対峙する根拠」をそこにとろうとすれば、「大衆の原像」にしか反権力、非権力の理念が包括すべきものは存在しない」と述べた。

### 戦中派としての「戦争体験」について
2002年出版の小熊英二の『〈民主〉と〈愛国〉』は、戦後知識人の思想を、その戦争体験の内容から分析し、吉本についてはその影響の大きさから、一章を割いて詳細に論じている。小熊によると吉本は、戦中に理系の大学に進学して徴兵を逃れて生き延びた「罪悪感」と、戦中は「絶対的に『善なるもの』として戦争を鼓舞してきた文化人（吉本が戦中に信奉していた高村光太郎など）たち」が敗戦後に柔軟に意見を変えたことを若年で体験したことによる「権威に対する不信感」から、思想を構築しているとし、彼の世代である「戦中派」（三島由紀夫、橋川文三ら）の特徴を総合したものであると述べている。それゆえ、「論争となると意味なく、過剰に他者を攻撃している」と、同書内でももっとも評価されない思想家として評している。また、この本についてのインタビューにおいて、フーコーと吉本は同世代だと指摘し、「青年期に国家に裏切られた世代に共通の問題意識がある」とも言っている。
また、柄谷行人からは、花田・吉本論争に関連し、「戦争で死んだ具体的死者を、議論のために、直接的に代理して代弁するな。」と1990年初頭 批判されている。
『民主と愛国』が出版されて以降、吉本はこれら疑問に対して応答し、理系大学への進学は、小学校卒業から工科学校に行っていた吉本にとって自然なコースであり、意図的かつ戦争前線へ行くことの忌避のためのいわゆる「兵役逃れ」の事実はなく、したがって、そこに由来する「罪悪感」はありえない、と述べている。いずれにせよ「皇国少年」「コンプレックスなしの軍国主義者」であり、「戦争やれやれ」と思っていた自分はどのみち戦場に出て行き、そこで死ぬだろうと思っていた、としている。
もっとも、自分の高校時代の同級の多数を含む 同世代が軍隊に動員され、多数戦死した中、敗戦後に結果として生き残ったため、「敗戦しても死なずに生きていること」について、生き恥さらした心境だった、とも述べている。
また「僕と同世代でいちばんひどかったのは、兵隊行って前線で戦死してしまった人たちで、そういう人は日本人だけでも、かれこれ100万人単位でいます。（中略）そうすると、僕らの年代では、どうしても『それを基準に歴史を考えないのは嘘だ』となります。」と述べている。
さらに、「太平洋戦争中に『政府はなってねぇ』とかいったら、たちまち官憲に引っ張られ、軽く見積もっても、2～3日は留置所に放り込まれました。それは日常茶飯事のことでした。でも今はそういう時代じゃありません。だから、『主張するなら、自分の考えていることを、もっとハッキリと主張しろ、ちゃんと主張しろ』といいたい。」「何いったって、ほかから文句をいわれる筋合いはない」「僕らは、そういうことは戦後の重要な課題であるとして、徹底的に考え抜いてき」た、とも述べている
また2002年には、「僕なんかの戦中派は、閉じた思考がいかにダメかってことを太平洋戦争で身をもって知りました」「太平洋戦争中、僕は天皇制軍国主義にいかれていてそのときはあの戦争を肯定していました。そのときは、自分も、『戦争をやれっ、やれっ』っていっていたんです。でも、それは、自分がまさに閉じた考え方をしていたからだってことに、戦後、僕は気づきました。（中略）その経験がありますから、僕は、自分の考え方をなるべく閉じないで、『開く』というふうにしたい。21世紀の大きな課題は、国民国家、民族国家が、内に対しても、外に対しても、いかに「開いていく」かそして、いかにして戦争をおこさないようにしていくか」だ、と述べている。

### 仏教について
吉本は、1980年代～90年代、自分を批判した浅田彰、柄谷行人や蓮實重彦に対して、他者や外部としての「大衆」をもたず、知の頂を登りっぱなしで降りてこられない（親鸞でいうところの「還相」の過程がない）「知の密教主義者」として、「知的スノッブの三バカ」「知的スターリニスト」と称した。柄谷行人に関しては、1989年時点で、「せっかくブント体験をもってるのに」「最低のブント崩れ」とも評している。ただし、2005年になって、「今は、どう動くかを考える段階、考えて具体的なものをだすべき段階」「いつまでもつまらない世代論を論じている場合じゃない。そんなことにはあまり意味がない」として、まだ「若くて政治運動家としての素質もやる気がある」人間として、柄谷行人を唯一、例として名前を出し、「やってほしいこと、やるべきこと」の注文をつけている。浅田彰に関しては、浅田が「学生の学力がここ10年くらいで劇的に落ちている。文部省は権威主義的な詰め込み教育を維持したほうがよかった」と言っている事について、「最近の学生の学力のレベルが低いというより、むしろ、浅田彰のレベルが低い、というべきじゃないでしょうか。浅田彰は、専門だという理論経済学の分野でも、学者としてちっとも優秀じゃないですよ。」「つまらない専門外のことはいう浅田彰」と評している。
なお親鸞の「還相」を、吉本は2002年『超戦争論』においては、「視線の問題」である、としている。吉本は、「親鸞が還相ということでいっているのは、物事を現実の側、現在の側から見る視線に加えて、反対の方向からー未来の側からといいましょう、向こうのほうから、こちらを見る視線を併せ持つってことだというふうに僕は考えています。こちらからの視線と、向うからの視線、その両方の視線を行使して初めて、物事が全面的に見えてくるというわけです。」と述べている。
中沢新一は、自身の「芸術人類学」というコンセプトは、吉本が1998年出した「アフリカ的段階」という概念と非常に深い関係があるとしている。中沢は吉本の『最後の親鸞』文庫版（2002）の解説「21紀にむけた思想の砲丸」を書き、また、2008年には吉本と、「『最後の親鸞』からはじまりの宗教へ」という対談を行っている。
仏教学者の袴谷憲昭は、吉本隆明・梅原猛・中沢新一の共著 『日本人は思想したか』（1995年）について、この3人は「仏教の基本的な『常識』さえ知らず好き勝手な発言を繰返している」「本書を書評の対象に選んだのは、かかるいかがわしいものをただ売るに任せることはできなかったからに過ぎない」と激しく批判し、あいまいで説明不足な個所や単純で基本的な誤りも少なくないと苦言を呈している。

### オウム真理教評価について
オウム真理教のサリン事件後、産経新聞上でのインタビューで、「宗教家としての麻原彰晃は評価する」「麻原のやったことをすべて否定するなら、日本の仏教のなかで存在を許されるのは浄土宗、つまり法然、親鸞系統の教えしかないことになる」と述べ、多くの批判を浴びた。吉本は、「サリン事件は、大衆の原像をおりこむ自らの思想からは根本的に否定」する。しかし、本来超越的な性格を持っている宗教の問題、理念の問題、思想の問題としては、自分の関心がある「悪人正機」の親鸞のなかには「わざと悪いことをしたほうが、浄土にいけることになるんじゃないか」という造悪論を否定できない要素があり、オウム事件は「造悪論」の中に入る。親鸞、あるいは仏教の教義の中には危険な要素がもともとあり、「麻原は現存する仏教系の修行者の中で、世界有数の人ではないか？」とした。そのインタビューを行った宗教学者の弓山達也はその後、同じ産経新聞上で、「（吉本は）価値相対主義のニヒリズムを克服して、新たな文化創造を目指したとされる麻原を評価する一方で、社会に対して牙（きば）をむいた犯罪性を厳しく弾劾せざるをえないという二重性をはらんでいた。この二重性に引き裂かれているのが今の吉本氏の状況であり、また既成の社会の抜本的な変革を目指そうとするときに必然的におきる大きな矛盾でもあるのだ。紙面には載せられなかったが、吉本氏は麻原を認める一方で、こんな程度ではまだまだこの社会は突き崩せやしないと語った。そして吉本氏自身、麻原に思想的に打ち克（か）ち、別のやり方で新たな価値を築いていく自負をも示していた。それがインタビュー最後の「負けられないぜ」の一言に込められていたのである。」 と説明を加えている。
もっともオウム真理教は小さい天皇と同じで「生き神様主義だ」とも述べている。
なお、1984年の段階では、中沢新一の『チベットのモーツァルト』に関連して、吉本は、「意識をドラッグによらずに死や瀕死の状態に持ってゆくまでの体術修練や、その過程の各段階で起る擬幻覚現象や意識の離脱体験自体には、精神健康法以外の何の意味もない」「日本浄土教は、仏教浄土門の思想的な集大成として、とっくに親鸞によってそんなの（「チベット密教観相浄土のいかがわしい体術」）完全に否定」されてしまった。「ただ、中沢の手柄は、チベット密教の体術修練の過程で起る意識状態と意識幻覚の過程をかなり厳密に記述したというところにある。」「極楽論」は感心して読んで得るところがおおかった。俺もいつか力を蓄えられたらおなじことを、やってみたい」と述べている。

### 「現代思想」評価について
社会学者の橋爪大三郎は、『共同幻想論』における構造主義人類学の読み方、特に近親相姦禁止のところに違和感を持ち、25歳の大学院修士課程のころ、クロード・レヴィ＝ストロースの『親族の基本構造』を1年がかりで翻訳し、吉本に送っている。吉本は『書物の解体学』（1975年）でこれを取り上げている。
また橋爪は、名詞や動詞など8つ以上ある日本語の品詞を、自己表出と指示表出の2つのエネルギーに還元し、2本のベクトルで張られたフロンティアに並べ相対関係をみる『言語にとって美とはなにか』の力学的な方法を、「脳のなかに書き込まれているわけではない」品詞、そしてそれが時間軸に沿って組み合わさり文法を構成するプロセスの解明に、世界で初めてといっていいくらい早く取り組んだものとして評価している。これは、品詞という現象はなぜ起きるのだろうか、という問題を『文法の構造』のノーム・チョムスキーとは独立して取り上げたものであり、フェルディナン・ド・ソシュールがほとんど触れなかった問題である。
構造主義、ポスト構造主義、フランクフルト学派の、ドゥルーズ、デリダ、ポール・ド・マン、ハバーマス、ベンヤミンなどに関しては、1990年代前半、「スターリン主義の門番、切符売り」「無表情でつまらない哲学研究者」と評している。デリダやドゥルーズに関しては特に「死んだ社会を荘厳にしているだけの思想」としている。そのなかでフーコー『言葉と物』だけは「読まないほうがモグリ」と評価している。
もっともフーコー、ドゥルーズらに関しても、大塚英志との対談において、「取り上げる問題とか主題に関して、精密すぎる」「そこまで表現すれば、より精密になるかっていったら、そうとはいえないので、0.1以下は四捨五入したほうが正確な値なんだっていうことは有り得る」と疑問を述べている。大塚英志は、吉本との対談のあとがきで「自分や自分と同年代の批評家たちの言説が過度に細部に拘泥し、そしてその細部の上にディベート的というか論理のための論理を組み立ててしまう。その語ることをめぐる隘路」について長いこと考えていて、吉本と対談することは、「だいたいでいい」という水位を思考の領域、言葉の領域にいかに回復するかの糸口を見つけることだったと、述べている。
対談したフェリックス・ガタリには「日本のほんとの思想と体験をわかったふりしてなめて」いる、「てんからの馬鹿」としている。対談したイヴァン・イリイチにたいしては「文明と近代科学を呪詛する気違いじみた魂を持っている。実際会ってみるととうてい話が通じる思想家ではないことがわかるが、その気違いじみた呪詛だけはよくわかる」としている。ボードリヤールに関しては、1998年に「今世界でいちばん重要な問題はイスラム原理主義の問題だということを平気でいいます。日本人の僕などには、冗談じゃないぜ、そんなことは世界のいまの問題と何の関係もないぞと思います」と述べている。

### 原発について
1986年チェルノブイリ原子力発電所事故から盛り上がった反原発運動を、「原発促進派ではありえないが、反原発には反対」とし、「文明史の到達点」としての「原発を否定する左翼、進歩反動たち」は、「文明史にたいする反動的理念」であり、原子力発電所の安全性・地域経済利害・科学技術・文明史の具体的問題を「反核・反原発・エコロジーなどと一緒くたにして、原始的自然に退行して一点に凝縮させると、とんでもない蒙昧が生み出される。」「みんな絶対的に正しいことをのどから手が出るほど欲しがっている」「現在が不安」で、「自分たちが築いた文明を背負うのに疲れている」とした。また1988年忌野清志郎が反原発ソングを歌い、メジャーレコードから発売中止になった件に関しては、「サブカルチャーの領域では、清志朗を反原発などというハレンチをロックにして歌ったりしない、しなやかで鋭い最後のアーティストと思っていた」が「買い被りかな？」とした。
2011年3月11日の福島第一原発事故後、週刊新潮「吉本隆明2時間インタビュー 『反原発』で猿になる!」において反原発運動を批判し、原発を擁護する自身の立場を再度、鮮明にしている。

### 歴史観について
小林よしのりとは歴史認識や戦争観をめぐって対立し、論争している。小林は、「人は個人を超えねばならぬ時がある」「今の日本人で『個人主義だ』『個の精神だ』と唱えているやつは、アメリカの戦争によって『公』を背負えないフヌケ」と化した者にすぎないと『戦争論』と述べている。一方吉本は、「小林よしのりは国家というものを東洋的に誤解している」、国民国家というのは歴史的な人為的概念、人工的概念であって、「国家は全体を包含する価値の源泉」ではない。したがって「私は公のためなら犠牲になってもいい」とはならない。「個人」や「市民社会のほうが国家や公よりも概念としては大き」く「原則でいえば、三人以上集まって発生した集団や社会の中で生ずる利害問題をどう調整するかということから、「公」の問題が出てくる」「それが「公」の原型」と、小林の考えを否定している。同時に、吉本は「五十万部以上も読まれたということは、どこかにいいところがある」と評価もしているが、「戦後民主主義のアホらしさにたいする裏返しの意味しか」なく「これからのちの時代を読み解くための新しい視点や理念は全然ない」としている。また吉本は、その上で、小林の特攻隊賛美に関連して、日本は、チベットのダライ・ラマや、ネパールなどアジア極東地区の辺境国家に見られる、「生き神様信仰」の国であり、天皇制とは「生き神様信仰」である。すなわち偶然的・相対的な「歴史的・地域的な産物」にすぎず、したがって「なんら絶対視する必要がない」、と述べている。しかし、戦争中は左翼も戦争肯定だったのに、戦後は反省することなくサッサと軍国主義批判に転じたことへの「小林よしのりが『戦争論』で憤っている心情というのは、よくわかるんです。」と述べている。
1996年に発足した「新しい歴史教科書を作る会」（西尾幹二・藤岡信勝・西部邁）の運動に関しても、「教科書を作り直せば健全な子供が育つというのは大間違い」としている。

### その他関わった論争など
- 1981年中野孝次らが発起人となってはじめ、500人以上の文学者の賛同署名を集め、2千万人の署名運動に進展し、翌年には三十五万人が集会に参加した文学者の反核声明[101][注釈 33]を、結局アメリカを「戦争挑発の資本主義国」ソ連を「平和勢力」とすることにしかならない、と反「反核声明」の意思表示した。それに対して批判が巻き起こったが、別に「核戦争」に賛成しているわけではない、反核声明に反対しているだけである。それを行っただけで自分がすぐに原爆賛成派、戦争肯定派にしたてあげられていく状況は、「誰からも非難や批判を受けなくてすむ正義」を振りかざすものがまかり通る、「社会ファシズム」であり「戦前の日本文学報国会」の裏返しだと応じた[要出典]。

- 中上健次に関しては古典的なスタイルの『枯木灘』（1977）を「日本人の感性のまたその奥にある感性の表現になって」いるともっとも評価し、『地の果て至上のとき』（1983）などは評価しない。とくに死ぬ直前の『異族』（1993）は、アニメの作品によく似ていて、「これはひどい」と述べている [102]。なお、中上は角川文庫版『共同幻想論』（1982）に18ページにも及ぶ「解説」を執筆している。

- 1997年に『新世紀エヴァンゲリオン』について、大塚英志とともに論じ、いわゆるセカイ系の、日常生活と戦争がきれいに切り離されている感覚に、自身の戦争体験から違和感を述べ、同時に、もしかしてその「切り離されている」ことを描きたかったのかな」と述べている[103]。

### フォロワー
- 1980年代の「メディア批評」の時代は、「オールナイトフジ」をいち早く評価するなどして、小林信彦から絶賛された（なお、大塚英志からは「そんな吉本隆明を見るのは痛々しいが、しかし、ある種カワイイ」と揶揄された）[要出典]。

- 『ロッキング・オン』の渋谷陽一は「僕にとって吉本隆明の影響は巨大であり、吉本隆明がいなければ自分で雑誌を創刊しなかっただろうし、いまのように出版社を経営することもなかっただろう」と2007年に述べている[104]。

- 宮台真司は、1970年代半ばの高校時代、吉本の1950–60年代の著作に深く感銘を受け、「私の同世代で私ほど吉本にハマッた人間はいない」「ただの大衆じゃねえか、大衆から遊離しやがって、という二重の倫理的批判は実存的意味を持つ」「原理的であることによって内在せよという吉本的な定言命令は今でも私を拘束して」いると述べている。「吉本の思想は、思想史上の意味論的な意義というよりもむしろ後続してでてきた物書きや思想的営みをしようとする人間の倫理的な立ち位置に、とても大きな影響を与えていて、その意味で時代的な意味を持つ」「その意味で吉本隆明をとても尊敬している」とも述べている[105]。

1997年、女子高生のブルセラ・援助交際に関して宮台真司が「朝まで生テレビ!」に出演したとき、「正真正銘の馬鹿が出てきた」と述べた。とはいえ、この「馬鹿」は「軽蔑」とか「ほんとにバカ」だと言っているのではなく「隠喩で」あり、「むしろ利口」「吹っ切れている」「ちょっと新しい感性」という意味であり、「援助交際を倫理的に批判する気持ちって全然ない」「どちらかといえば肯定的」「自分の体験上（戦争）の絶対感情の中に全部こういうのは包括してしまいたいというのが、僕の考えの中にある」と述べている。

## 著書

### 単著

#### 1950年代
- 『芸術的抵抗と挫折』（未來社, 1959年）、こぶし書房、2012年

「マチウ書試論」収録。松本昌次新版解説（担当者）
- 『抒情の論理』（未來社, 1959年）

#### 1960年代
- 『擬制の終焉』（現代思潮社、1962年）
- 『丸山真男論』（一橋新聞部, 1963年）、のち増補改稿版
- 『吉本隆明詩集』（思潮社, 1963年）、のち度々新版
- 『模写と鏡』（春秋社, 1964年、増補版1968年、2008年）
- 『言語にとって美とはなにかⅠ・Ⅱ』（勁草書房, 1965年）、のち角川文庫、角川ソフィア文庫
- 『高村光太郎』（春秋社, 1966年、講談社文芸文庫 1991年）
- 『共同幻想論』（河出書房新社, 1968年、改訂版・角川文庫 1982年）、のち角川ソフィア文庫
- 『情況への発言』（徳間書店, 1968年）、完本版・洋泉社、2011年

#### 1970年代
- 『自立の思想的拠点』（徳間書店, 1970年）
- 『情況』（河出書房新社, 1970年）
- 『心的現象論序説』（北洋社, 1971年）、のち改訂版・角川文庫、角川ソフィア文庫
- 『源実朝』（日本詩人選：筑摩書房, 1971年）、ちくま文庫
- 『敗北の構造 吉本隆明講演集』（弓立社, 1973年）
- 『情況への発言 吉本隆明講演集』（徳間書店, 1973年）
- 『異端と正系』（現代思潮社, 1975年）
- 『詩的乾坤』（国文社, 1975年）
- 『書物の解体学』（中央公論社, 1975年）、のち中公文庫、講談社文芸文庫
- 『呪縛からの解放』（こぶし書房, 1976年）
- 『知の岸辺へ』（弓立社, 1976年）
- 『敗北の構造 吉本隆明講演集 』（弓立社, 1976年）
- 『知の岸辺へ 吉本隆明講演集』（弓立社, 1976年）
- 『初期歌謡論』（河出書房新社, 1977年）、ちくま学芸文庫 1994年
- 『戦後詩史論』（大和書房, 1978年9月）
- 『吉本隆明歳時記』（日本エディタースクール出版部, 1978年10月）
- 『吉本隆明詩集』（思潮社現代詩文庫, 1979年）
- 『悲劇の解読』（筑摩書房, 1979年12月）、ちくま学芸文庫 1997年

#### 1980年代
- 『初源への言葉』（青土社, 1980年2月）
- 『世界認識の方法』（中央公論社, 1980年6月）
- 『最後の親鸞』（春秋社, 1981年、増補新版1984年4月、ちくま学芸文庫 2002年）
- 『言葉という思想』（弓立社, 1981年）
- 『鮎川信夫論』 （思潮社, 1982年1月）
- 『僧としての良寛 吉本隆明講演録』（「修羅」出版部, 1982年）
- 『空虚としての主題』（福武書店, 1982年4月）
- 『「反核」異論』（深夜叢書社, 1982年）
- 『教育学校思想』（日本エディタースクール出版部, 1983年7月）
- 『親鸞 不知火よりのことづて』（日本エディタースクール出版部, 1984年10月）
- 『マス・イメージ論』（福武書店, 1984年）
- 『隠遁の構造 良寛論』（修羅出版部, 1985年1月）
- 『対幻想 n個の性をめぐって』（春秋社, 1985年1月） (シリーズ家族 1)
- 『死の位相学』（潮出版社, 1985年6月）
- 『現在における差異』（福武書店, 1985年1月）
- 『源氏物語論』（大和書房, 1985年9月、ちくま学芸文庫 1992年、洋泉社MC新書 2009年）
- 『重層的な非決定へ』（大和書房 , 1985年9月）
- 『思想の流儀と原則 増補』（勁草書房, 1986年6月）
- 『〈知〉のパトグラフィー 近代文学から現代をみる』（海鳴社, 1986年10月）
- 『白熱化した言葉 吉本隆明文学思想講演集』（思潮社, 1986年10月）
- 『記号の森の伝説歌 長編詩』（角川書店, 1986年12月）
- 『漱石的主題』（春秋社, 1986年12月）
- 『夏を越した映画 戦争・ホラー・SF・アニメ』（潮出版社, 1987年8月）
- 『超西欧的まで』（弓立社, 1987年11月）
- 『幻の王朝から現代都市へ ハイ・イメージの横断』（河合文化教育研究所, 1987年12月）
- 『ハイ・イメージ論1』（福武書店, 1989年）、のち福武文庫、ちくま学芸文庫
- 『言葉からの触手』（河出書房新社, 1989年）
- 『吉本隆明全キリスト教論集成』（春秋社, 1988年12月）
- 『吉本隆明全天皇制・宗教論集成』（春秋社, 1989年1月）
- 『宮沢賢治』（筑摩書房, 1989年7月 、ちくま学芸文庫 1996年）
- 『像としての都市 吉本隆明・都市論集』（弓立社, 1989年9月）

#### 1990年代
- 『西行論』（講談社文芸文庫, 1990年2月）、新編
- 『ハイ・イメージ論2』（福武書店, 1990年）、のち福武文庫、ちくま学芸文庫
- 『未来の親鸞』（春秋社, 1990年10月）
- 『マチウ書試論・転向論』（講談社文芸文庫, 1990年10月）
- 『柳田国男論集成』（JICC出版局, 1990年11月、洋泉社, 1995年）
- 『ハイ・エディプス論 個体幻想のゆくえ』（言叢社, 1990年12月）
- 『島尾敏雄』（筑摩書房・筑摩叢書, 1990年11月）
- 『状況としての画像 高度資本主義下の「テレビ」』（河出書房新社, 1991年6月）
- 『大情況論』（弓立社, 1992年3月）
- 『見えだした社会の限界』（コスモの本, 1992年4月）
- 『新・書物の解体学』（メタローグ, 1992年9月）
- 『吉本隆明初期詩集』（講談社, 1992年10月）
- 『追悼私記』（JICC出版局, 1993年3月）各・増補版、洋泉社 1997年、ちくま文庫 2000年 講談社文芸文庫 2019年
- 『ハイ・イメージ論3』（福武書店, 1994年3月）、ちくま学芸文庫 2003年
- 『世界認識の臨界へ』（深夜叢書社, 1993年9月）
- 『こころから言葉へ』（弘文堂, 1993年11月）
- 『背景の記憶』（宝島社, 1994年1月）
- 『社会党あるいは社会党的なるものの行方』（日本社会党機関紙局, 1994年1月）
- 『思想の基準をめぐって』（深夜叢書社, 1994年7月）
- 『情況へ』（宝島社, 1994年11月）
- 『愛する作家たち』（コスモの本, 1994年12月）
- 『現在はどこにあるか』（新潮社, 1994年12月）
- 『マルクス 読みかえの方法』（深夜叢書社, 1995年2月）、「カール・マルクス」光文社文庫、2006年
- 『わが「転向」』（文藝春秋, 1995年、文春文庫 1997年）
- 『なぜ、猫とつきあうのか』（ミッドナイト・プレス, 1995年3月、河出文庫、1998年）、講談社学術文庫、2016年
- 『言葉からの触手』（河出書房新社, 1995年8月、河出文庫 2003年）
- 『親鸞復興』（春秋社, 1995年7月）
- 『余裕のない日本を考える』（コスモの本 , 1995年10月）
- 『超資本主義』（徳間書店, 1995年、徳間文庫 1998年）
- 『母型論』（学習研究社, 1995年）
- 『学校・宗教・家族の病理 吉本隆明氏に聞く』（深夜叢書社, 1996年3月）
- 『世紀末ニュースを解読する』（マガジンハウス, 1996年3月）
- 『言葉の沃野へ 書評集成 上（日本篇）下（海外篇）』（中公文庫 1996年4・5月）
- 『消費のなかの芸 ベストセラーを読む』（ロッキング・オン, 1996年9月）
- 『宗教の最終のすがた オウム事件の解決』（春秋社, 1996年7月）
- 『ほんとうの考え・うその考え 賢治・ヴェイユ・ヨブをめぐって』（春秋社, 1997年1月）
- 『僕ならこう考える こころを癒す5つのヒント』（青春出版社, 1997年6月、同文庫 2000年）
- 『大震災・オウム後思想の原像』（徳間書店, 1997年6月）
- 『新・死の位相学』（春秋社, 1997年8月）
- 『食べものの話』（光芒社, 1997年12月）
- 『遺書』（角川春樹事務所, 1998年1月、ハルキ文庫 2004年）
- 『アフリカ的段階について 史観の拡張』（試行社, 1998年）
- 『父の像』（筑摩書房, 1998年9月）
- 『匂いを読む』（光芒社 , 1999年4月）
- 『詩人・評論家・作家のための言語論』（メタローグ, 1999年3月）
- 『少年』（徳間書店, 1999年5月 徳間文庫 2001年）
- 『私の「戦争論」』（ぶんか社, 1999年）
- 『現在をどう生きるか』（ボーダーインク, 1999年7月）
- 『僕なら言うぞ! 世紀末ニッポンの正しい眺め方、つきあい方』（青春出版社, 1999年9月）
- 『親鸞 決定版』（春秋社, 1999年12月、新版2004年）

#### 2000年代
- 『写生の物語』（講談社, 2000年6月）、講談社文芸文庫、2017年
- 『幸福論』（青春出版社, 2001年3月）
- 『日本近代文学の名作』 （毎日新聞社、2001年4月）、新潮文庫、2008年
- 『心とは何か　心的現象論入門』（弓立社, 2001年6月）
- 『今に生きる親鸞』（講談社＋α新書, 2001年9月）
- 『柳田国男論・丸山真男論』 （ちくま学芸文庫、2001年9月）、新編
- 『食べもの探訪記』（光芒社, 2001年11月）
- 『読書の方法 なにを、どう読むか』（光文社, 2001年11月）、知恵の森文庫、2006年
- 『吉本隆明のメディアを疑え あふれる報道から「真実」を読み取る法』（青春出版社, 2002年4月）
- 『老いの流儀』（日本放送出版協会, 2002年6月）、古木杜恵編
- 『ひきこもれ ひとりの時間をもつということ』（大和書房, 2002年12月）、のち同・文庫、SB新書
- 『夏目漱石を読む』（筑摩書房, 2002年11月）、ちくま文庫、2009年
- 『日々を味わう贅沢 老いの中で見つけたささやかな愉しみ』（青春出版社, 2003年2月）
- 『現代日本の詩歌』（毎日新聞社, 2003年4月）、「詩の力」新潮文庫、2009年
- 『異形の心的現象 統合失調症と文学の表現世界』（批評社, 2003年12月）
- 『「ならずもの国家」異論』（光文社、2004年1月）
- 『人生とは何か』（弓立社, 2004年2月）
- 『吉本隆明代表詩選』（思潮社, 2004年4月）
- 『漱石の巨きな旅』（日本放送出版協会, 2004年7月）
- 『戦争と平和』（文芸社, 2004年8月）、のち文庫
- 『超恋愛論』（大和書房, 2004年9月）
- 『仏教論集成』（春秋社, 2004年11月）
- 『吉本隆明「食」を語る』（朝日新聞社, 2005年3月）聞き手宇田川悟、のち朝日文庫
- 『中学生のための社会科』（市井文学, 2005年3月）
- 『幼年論 21世紀の対幻想について』（2005年6月）
- 『際限のない詩魂 わが出会いの詩人たち』（思潮社, 2005年1月）
- 『13歳は二度あるか 「現在を生きる自分」を考える』（大和書房, 2005年9月）
- 『詩学叙説』（思潮社, 2006年1月）
- 『家族のゆくえ』（光文社, 2006年3月）、知恵の森文庫、2012年
- 『詩とはなにか 世界を凍らせる言葉』（思潮社, 2006年3月）
- 『初期ノート』（光文社文庫, 2006年7月）
- 『還りのことば 吉本隆明と親鸞という主題』（雲母書房, 2006年5月）
- 『老いの超え方』（朝日新聞社, 2006年5月）、のち文庫
- 『甦るヴェイユ』（洋泉社MC新書, 2006年9月）
- 『思想とはなにか』（春秋社, 2006年10月）
- 『生涯現役』（洋泉社, 2006年11月）
- 『思想のアンソロジー』（筑摩書房, 2007年1月）、ちくま学芸文庫、2013年
- 『真贋』（講談社インターナショナル, 2007年2月）、講談社文庫、2011年7月
- 『吉本隆明 自著を語る』（ロッキング・オン, 2007年6月）、新版2012年
- 『よせやぃ。』（ウェイツ, 2007年9月）
- 『日本語のゆくえ』（光文社, 2008年1月）、知恵の森文庫、2012年
- 『「情況への発言」全集成1 1962～1975』（洋泉社MC新書, 2008年1月）
- 『「情況への発言」全集成2 1976～1983』（洋泉社同, 2008年3月）
- 『「情況への発言」全集成3 1984～1997』（洋泉社同, 2008年5月）、完本版・洋泉社、2011年11月
- 『心的現象論・本論』（文化科学高等研究院出版局, 2008年7月、同・知の新書、2022年）
- 『 「芸術言語論」への覚書』 （李白社、2008年）
- 『貧困と思想』（青土社、2008年）
- 『吉本隆明全マンガ論　表現としてのマンガ・アニメ』（小学館クリエイティブ、2009年）

### 主な没後刊行
- 『第二の敗戦期　これからの日本をどうよむか』春秋社、2012年
- 『宮沢賢治の世界』筑摩選書、2012年。講演集
- 『吉本隆明が最後に遺した三十万字 下 吉本隆明、時代と向き合う』ロッキング・オン、2012年
- 『フランシス子へ』講談社、2013年3月、講談社文庫、2016年3月。瀧晴巳構成・文
- 『吉本隆明の経済学』筑摩選書、2014年。中沢新一編著
- 『「反原発」異論』論創社、2015年1月
- 『思想の機軸とわが軌跡　思想表出篇』文化科学高等研究院出版局、2015年7月
- 『全南島論』作品社、2016年
- 『アジア的ということ』筑摩書房、2016年
- 『親鸞の言葉』中公文庫、2019年。新編
- 『ふたりの村上　村上春樹・村上龍論集成』論創社、2019年
- 『地獄と人間　吉本隆明拾遺講演集』ボーダーインク、2020年
- 『わが昭和史』ビジネス社、2020年
- 『詩歌の呼び声　岡井隆論集』論創社、2021年、松岡祥男編
- 『憂国の文学者たちに　60年安保・全共闘論集』講談社文芸文庫、2021年
- 『心的現象論・本論』知の新書SONDEOS A01、文化科学高等研究院出版局、2022年
- 『吉本隆明が語った 超資本主義の現在：その本質への思想』知の新書004、文化科学高等研究院出版局、2022年
- 『わたしの本はすぐに終る　吉本隆明詩集』講談社文芸文庫、2024年
- 『吉本隆明詩集』岩波文庫、2024年。蜂飼耳編

### 共著
- 『文学者の戦争責任』武井昭夫と 淡路書房, 1956
- 『民主主義の神話 安保闘争の思想的総括』谷川雁、埴谷雄高、森本和夫、梅本克己、黒田寛一と 現代思潮社 1960
- 『現代日本思想大系4 ナショナリズム』吉本隆明編・解説、筑摩書房, 1964 
　山路愛山、高山樗牛、石光真清、徳富蘇峰、陸羯南、中野正剛、杉本五郎、竹内好
- 『現代詩論大系2 1955-1959 上』（編著）思潮社、1971年。
　谷川雁、鮎川信夫、武井昭夫、清岡卓行、鶴見俊輔、黒田三郎、中村稔、乾武俊、寺田透、大岡信、関根弘、唐木順三

- 『どこに思想の根拠をおくか 吉本隆明対談集』筑摩書房、1972年。
　鶴見俊輔、磯田光一、江藤淳、小川国夫、竹内好、松原新一、粟津則雄、清岡卓行、島尾敏雄、磯崎新、柄谷行人
- 『初期歌謡』（赤羽淑、藤平春男共編）桜楓社〈和歌の本質と展開〉、1973年、14-62頁。
- 『思想の根源から 吉本隆明対談集』青土社、1975年。
- 『思想の流儀と原則 吉本隆明対談集』勁草書房、1976年。
  - 『思想の流儀と原則 吉本隆明対談集 増補』勁草書房、1986年。
- 『意識 革命 宇宙 埴谷雄高対談吉本隆明』（対談: 埴谷雄高、吉本隆明）河出書房新社、1975年。
  - 『意識 革命 宇宙 埴谷雄高対談吉本隆明 新装』（対談: 埴谷雄高、吉本隆明）河出書房新社、1997年。
  - 『新編『系譜なき難解さ』』講談社〈講談社文芸文庫 はJ9〉、2025年。ISBN 9784065384442。「意識革命宇宙 / 埴谷雄高, 吉本隆明 述、思索的渇望の世界 / 埴谷雄高, 吉本隆明, 秋山駿 述、文学と政治 / 埴谷雄高, 秋山駿 述」
- 『討議近代詩史』（討議出席者：鮎川信夫、吉本隆明、大岡信）思潮社、1976年。
  - 『討議近代詩史 : 新体詩抄から明治・大正・昭和詩まで』（討議出席者：鮎川信夫、吉本隆明、大岡信）思潮社、1980年。
- 『近松門左衛門の世界』大東急記念文庫, 1976
　中村幸彦、広末保、中村鴈治郎、武智鉄二、桶谷秀昭、郡司正勝
- 『荒地詩集 1954』（荒地同人会編著） 国文社, 1976
　田村隆一、北村太郎、伊藤尚志、鮎川信夫、高野喜久雄、衣更着信、黒田三郎、高橋宗近、中江俊夫、鈴木喜緑、永田助太郎、佐藤木実、野田理一、三好豊一郎、中桐雅夫、木原孝一、高村勝治、加島祥造、北村太郎、R・ホガート
- 『ダーウィンを超えて 今西進化論講義』（今西錦司、吉本隆明）朝日出版社、1978年。
- 『詩の読解』（鮎川信夫）思潮社、1981年。
  - 『詩の読解 新装』（鮎川信夫）思潮社、1985年。
- 『思想読本 親鸞』（吉本隆明 編）法藏館、1982年。
- 『教育・学校・思想』聞き手山本哲士 日本エディタースクール出版部, 1983年
- 『素人の時代 吉本隆明対談集』角川書店, 1983.5
　大西巨人、大庭みな子、小川国夫、沢木耕太郎、島尾敏雄、寺山修司、水上勉
- 『相対幻論』栗本慎一郎と 冬樹社, 1983.10
- 『大衆としての現在 極言私語』聞き手安達史人 北宋社, 1984.12
- 『現在における差異 吉本隆明対話集』福武書店, 1985.1
- 『難かしい話題 吉本隆明対談集』青土社, 1985.10
- 『全否定の原理と倫理』鮎川信夫と 思潮社, 1985.11
- 『遊びと精神医学』町沢静夫と 創元社, 1986.1
- 『音楽機械論 Electronic dionysos』坂本龍一と　トレヴィル, 1986、ちくま学芸文庫 2009
- 『さまざまな刺戟 吉本隆明対談集』青土社, 1986.5
　磯崎新、萩尾望都、りんたろう、川本三郎
- 『不断革命の時代 吉本隆明対談集』河出書房新社, 1986.7
- 『都市とエロス 対話』出口裕弘と 深夜叢書社, 1986.11
- 『思想の流儀と原則 吉本隆明対談集』増補新装 勁草書房, 1986.6
- 『よろこばしい邂逅 吉本隆明対談集』青土社, 1987.10
- 『いま、吉本隆明25時 1987年9月12～13日東京・品川/寺田倉庫T-33号館で行われた24時間連続講演と討論・全記録』弓立社 , 1988.2
- 『人間と死』 春秋社, 1988.6
- 『吉本隆明〈太宰治を〉語る シンポジウム津軽・弘前 '88の記録』 大和書房, 1988.10
- 『書物の現在』 書肆風の薔薇, 1989.2
- 『琉球弧の喚起力と南島論』 河出書房新社, 1989.7
- 『解体される場所 20時間完全討論』 集英社, 1990.9
- 『天皇制の基層』赤坂憲雄と 作品社, 1990.9
- 『吉本隆明「五つの対話」』新潮社, 1990.10
　養老孟司、小川国夫、高橋源一郎、河合隼雄、辻井喬
- 『思想としての死の準備 いのち・ホスピス・ことば』 三輪書店, 1993.3
- 『時代の病理』田原克拓と 春秋社, 1993.5
- 『こころから言葉へ』聞き手北山修 弘文堂, 1993.11
- 『<非知>へ』 春秋社, 1993.12
- 『対幻想（平成版）』聞き手芹沢俊介 春秋社, 1995.2
- 『日本人は思想したか』梅原猛・中沢新一 新潮社, 1995.6
- 『日本の境位を探る』隅谷三喜男・佐々木毅・林健太郎・中谷巌・日本有権者連盟編、四谷ラウンド、1995年
- 『尊師麻原は我が弟子にあらず オウム・サリン事件の深層をえぐる』プロジェクト猪 徳間書店, 1995.12
- 『吉本隆明の文化学 プレ・アジア的ということ』文化科学高等研究院出版局, 1996.6
- 『吉本隆明×吉本ばなな』吉本ばななと ロッキング・オン, 1997.2
- 『夜と女と毛沢東』辺見庸と 文藝春秋, 1997.6 のち文庫
- 『宗教論争』小川国夫と 小沢書店, 1998.11
- 『ミシェル・フーコーと『共同幻想論』』中田平 光芒社 1999.4
- 『私の「戦争論」』田近伸和 ぶんか社, 1999.9
- 『中学生の教科書 美への渇き』四谷ラウンド 2000.6
- 『だいたいで、いいじゃない。』大塚英志 文藝春秋, 2000.7
- 『<老い>の現在進行形 介護の職人、吉本隆明に会いにいく』三好春樹 春秋社, 2000.10
- 『超「20世紀論」上下』聞き手田近伸和 アスコム, 2000.9
- 『悪人正機 Only is not lonely』聞き手糸井重里（朝日出版社, 2001.6）、のち新潮文庫
- 『超「戦争論」上下』聞き手 田近伸和 アスコム, 2002.11
- 『歴史としての天皇制』網野善彦、川村湊 作品社、2005年
- 『時代病』高岡健 ウェイツ, 2005.7
- 『子供はぜーんぶわかってる 超「教師論」・超「子供論」』聞き手  向井吉人,尾崎光弘 批評社, 2005.8
- 『還りのことば』芹沢俊介,菅瀬融爾,今津芳文 雲母書房, 2006.5
- 『文学と非文学の倫理』江藤淳と、中央公論新社, 2011、増補・中公文庫, 2017。対話集成
- 『書　文字　アジア』石川九楊と、筑摩書房, 2012
- 『「すべてを引き受ける」という思想』茂木健一郎と、光文社, 2012、のち文庫
- 『開店休業』ハルノ宵子と、プレジデント社, 2013、のち幻冬舎文庫
- 『吉本隆明 最後の贈りもの』聞き手・道浦母都子、潮出版社, 2015.4
- 『思想を読む 世界を読む』山本哲士と 文化科学高等研究院出版局, 2015.7
- 『吉本隆明質疑応答集』全3巻、論創社、2017

### 全集類
- 『吉本隆明全著作集』全15巻 勁草書房, 1968～1975
- 『吉本隆明全著作集 続』勁草書房, 1978 全10巻以上刊行される予定だったが、3巻しか刊行されなかった。
- 『吉本隆明全集撰』大和書房, 1986～1988。第1～第7巻が刊行（第2巻は未刊行）
- 『吉本隆明全対談集』全12巻 青土社, 1987～1989。上記・共著参照
- 『吉本隆明が語る戦後55年』全12巻 吉本隆明研究会編（山本哲士、高橋順一ほか）三交社, 2000～2003年
- 『吉本隆明資料集』猫々堂, 2000年から刊行中。2008年初時点で70巻を超えている。
- 『吉本隆明全詩集』思潮社, 2003
- 『吉本隆明詩全集』全7巻 思潮社, 2006～2008
- 『吉本隆明〈未収録〉講演集』全12巻、筑摩書房、2012～2015年
- 『吉本隆明全集』晶文社, 2014年から刊行中。全38巻。別冊1。

### CD
- 『吉本隆明全講演ライブ集』弓立社から2001年より刊行中。2008年初時点で18巻まで刊行。
- 『吉本隆明五十度の講演』東京糸井重里事務所から2008年に発売。講演時間の総計6943分。2009年5月に「世界一長いオーディオブック」としてギネス・ワールド・レコーズに認定を受けた。

### DVD
- 『吉本隆明 語る』NHKエンタープライズより2009年7月に発売。

2009年1月にNHK教育 ETV特集で放送された「吉本隆明 語る」のDVD化。
- 『吉本隆明語る「思想を生きる」』京都精華大学より2008年刊行。

宗教思想史家・笠原芳光を聞き手としたインタビュー映像を収録。京都精華大学創立40周年記念事業として無料配布されている。